# شهر چری تری، شهرستان ونانگو، پنسیلوانیا
شهر چری تری شهری در شهرستان ونانگو، پنسیلوانیا، ایالات متحده است. در سرشماری سال ۲۰۱۰، جمعیت آن ۱٬۹۷۳ نفر بود. این شهر بخشی از تیتوسویل پنسیلوانیا است.

## تاریخچه
پل شهر چری تری و چاه نفت دریک در فهرست ثبت ملی اماکن تاریخی قرار دارند.

## جغرافیا
طبق اطلاعات ادارهٔ آمار ایالات متحده، کل مساحت زمین این شهر برابر ۳۶٫۸ مایل مربع (۹۵ کیلومتر مربع) است.

## جمعیت‌شناسی
در سرشماری سال ۲۰۰۰، ۱٬۵۴۳ نفر، ۵۹۳ خانوار و ۴۵۱ خانواده در شهر زندگی می‌کردند. تراکم جمعیت برابر ۴۱٫۹ در هر مایل مربع (۱۶٫۲ در هر کیلومتر مربع) بود. ۶۷۱ واحد مسکونی با تراکم میانگین ۱۸٫۲ در هر مایل مربع (۷٫۰ در هر کیلومتر مربع) وجود داشت. تراکم نژادی شهر به صورت ۹۹٫۱۶٪ سفید، ۰٫۰۶٪ آمریکایی آفریقایی‌تبار، ۰٫۲۶٪ آمریکایی بومی، ۰٫۱۳٪ آسیایی، ۰٫۰۶٪ از نژادهای دیگر و ۰٫۳۲٪ از دو یا چند نژاد بودند. تبار اسپانیایی (هیسپانیک) یا لاتین هر نژاد ۰٫۲۶٪ جمعیت را تشکیل می‌داد.